# Saint-Sulpice-des-Landes, Ille-et-Vilaine
Saint-Sulpice-des-Landes är en kommun i departementet Ille-et-Vilaine i regionen Bretagne i nordvästra Frankrike. Kommunen ligger i kantonen Grand-Fougeray som tillhör arrondissementet Redon. År 2022 hade Saint-Sulpice-des-Landes 827 invånare.

## Befolkningsutveckling
Antalet invånare i kommunen Saint-Sulpice-des-Landes
Referens:INSEE